# Maria
se også maria (hav)
| Drenge- | Drenge-   | Pige- | Pige-    | Efter- | Efter-      |
| ------- | --------- | ----- | -------- | ------ | ----------- |
| 1       | Peter     | 1     | Anne     | 1      | Nielsen     |
| 2       | Michael   | 2     | Mette    | 2      | Jensen      |
| 3       | Lars      | 3     | Kirsten  | 3      | Hansen      |
| 4       | Jens      | 4     | Hanne    | 4      | Andersen    |
| 5       | Thomas    | 5     | Anna     | 5      | Pedersen    |
| 6       | Henrik    | 6     | Helle    | 6      | Christensen |
| 7       | Søren     | 7     | Maria    | 7      | Larsen      |
| 8       | Christian | 8     | Susanne  | 8      | Sørensen    |
| 9       | Martin    | 9     | Lene     | 9      | Rasmussen   |
| 10      | Jan       | 10    | Marianne | 10     | Jørgensen   |

Maria er et vidt udbredt pigenavn brugt i mange forskellige kulturer, inklusive alle europæiske lande, i Nord- og Sydamerika, Afrika og visse dele af Mellemøsten og Asien (Pakistan, Indien). "Maria" er sandsynligvis det mest udbredte pigenavn i den vestlige verden. Navnet "Maria" bruges også som drengenavn i nogle sprog, men da kombineret med et andet drengenavn.
"Maria" og dets mange afledte varianter blev populært med udbredelsen af kristendommen som et latiniseret form af det hebraiske pigenavn Miriam - Jesu mor.

## Udtale
På dansk udtales Maria med tryk på anden stavelse og enten med eller uden stød. Formen med stød er almindeligst på Sjælland, mens formen uden stød er fremherskende i Jylland. Formen "Marie", der er mere integreret i dansk, udtales altid med stød i de dialekter, der har det.

## Etymologi
Maria er en oprindelig vulgærlatinsk form af det græske navn Μαριάμ (Mariam) og Μαρία (María) i Septuaginta. Disse navne er igen græske former af det aramæiske navn מרים (MRYM, Maryam) og det hebraiske navn מִרְיָם (MRYM, Miryām, Miriam).
Den oprindelige betydning af navnet er omstridt, og mange forklaringer har været foreslået. Nogle af de mest gængse forklaringer er, at navnet kan være:
- dannet af de egyptiske ord mry (også skrevet mery, mrit, merit eller meryt), "elsket", eller mr, "kærlighed", og den hebraiske feminine diminutivendelse -am.
- sammensat af det hebraiske substantiv meri, "oprør", og pronominalendelsen for tredje person flertal, -am, hvilket giver "deres oprør".
- relateret til det hebraiske verbum MRH, mara eller marah, som betyder "at være oprørsk".
- relateret til det hebraiske ord מרא (MRA, mara), som betyder "fede op", således at navnet kan tolkes som "den fedladne, den tykke". Dette kan have været set som en god egenskab, så at dette også har været tolket som "smuk".
- relateret til den hebraiske ordstamme marar som betyder "bitter, stærk".
- en sammensætning af de hebraiske ord מר (MR, mar), "bitter", mar, "dråbe", mor, "myrra", eller mari, "elskerinde", og yam, "hav", som for eksempel "hav af bitterhed". Bemærk, at på hebraisk sættes adjektiv efter substantiv, således at en sammensætning burde have været yam mar, etc., hvilket svækker denne teoris forklaringskraft.
- relateret til det aramæiske ord MRA, herre.
- relateret til den hebraiske ordstamme ra'ah som betyder "at se", "profet".
- relateret til den hebraiske ordstamme  'wr som betyder "at vågne".
- relateret til den hebraiske ordstamme marom som betyder "ophøjet".
- relateret til den hebraiske ordstamme moreh som betyder "lærer".

Det latinske ordet mare ("hav"), som i flertal hedder maria, har gjort, at navnet også har været tolket i betydninger relateret til "hav". Det hebraiske udtryk mar yam, "havets dråbe", nævnt ovenfor, blev først oversat korrekt til latin som stilla maris. I en senere udgave af Bibelen blev dette fejlagtigt omskrevet til stella maris, "havets stjerne".
Maria har også været set brugt som en feminin form af drengenavnet Marius, som kan have sin oprindelse fra den romerske krigsgud Mars eller i det latinske maris, "mandlig".

## Maria i Bibelen
Navnet Maria fulgte udbredelsen af den kristne kultur, men var kendt i Europa også før kristendommen som en feminin form af Marius. I Norden var det før reformationen anset som tilnærmelsesvis blasfemisk at bruge Jesu mors navn som døbenavn. Maria er alligevel kendt i Sverige fra 1300-tallet; i Norge var den første, der fik navnet, Maria Haraldsdatter  (ca. 1046 - ca. 1066), datter af Harald Hårderåde og dronning Ellisif af Kijev. Som substitut anvendtes i en periode ofte døbenavnet Marina, kendt fra Skt. Marina af Bithynien,  hvorfra formen Maren stammer. 
Ikke mindre end syv kvinder i Det Nye Testamente kaldes Maria:
- Jomfru Maria.
- Maria Magdalene omtales i forbindelse med Jesu opstandelse.
- Lazarus' og Marthas søster Maria, som omtales i Lukasevangeliet kapitel 10:39: "Hendes søster Maria satte sig ved Jesu fødder og blev siddende der for at høre, hvad han fortalte." [5]
- Maria, mor til Jakob den Lille og Joses, som omtales i Markusevangeliet kapitel 15:40: "Blandt dem var Maria Magdalene, Salome, og den Maria, som var mor til Jakob den Lille og Joses." [6]
- Maria, mor til Johannes Markus ifølge Apostlenes Gerninger kapitel 12:12: "Efter at have sundet sig, gik han hen til Marias hus, hende, der er mor til Johannes Markus." [7]
- Maria, en kristen kvinde omtalt i Romerbrevet kapitel 16:6: "Hils Maria, som har gjort et stort arbejde iblandt jer." [8]
- Maria, Klopas' hustru, nævnes i Johannesevangeliet kapitel 19:25: "Men ved Jesu kors stod hans mor, hans mors søster Maria, Klopas' hustru, og Maria Magdalene." Maria har været et meget populært navn på Jesu tid, når både Jesu mor og hendes søster hed Maria. Også det apokryfe, gnostiske Filips evangelium fra 200-tallet omtaler, at jomfru Maria havde en søster af samme navn. [9]

I en studie over registrerede navne på 247 jødiske kvinder i Palestina i tiden 330 f.Kr - 200 e.Kr fandt man 68 forskellige navne, med en overhyppighed af navnene Maria/Mariamme (58 af de 247) og Salome/Salomezion (61 af de 247). Disse to navne blev altså båret af 47,7% af kvinderne. Det ser dermed ud til, at hver anden jødiske kvinde på Jesu tid hed Salome eller Maria. 

## Udbredelse
I formen Marie topper navnet listen over danske pigenavne.  Maria er i dag sandsynligvis det mest brugte pigenavn i den vestlige verden. Det er det mest brugte pigenavn i Spanien (María), Finland, Chile (María), Grækenland (Μαρία), Sverige, Ungarn (Mária), Slovenien (Marija), Belgien og Italien. Det er også meget udbredt på Færøerne og i Polen, USA, Rusland (Мария), Letland (Marija), Island (María) og Litauen (Marija). Spanien skiller sig specielt ud: her har mere end hver fjerde pige navnet María.
I USA kommer navnet Maria på 115. plads blandt populære navne,  mens formen Mary følger lige efter på 120. plads.  Mary var det mest populære døbenavn for piger i USA fra 1879 til og med 1946  og nåede en top i 1961.  Marie er det mest brugte pigenavn i Frankrig og Tjekkiet. Skabelon:Forklaring ønskes
Selv om statistik for dette ikke er tilgængelig, er María sandsynligvis også meget udbredt i andre spansktalende lande, Mary i andre engelsktalende lande og Marie i andre fransktalende lande. Navnet Maria er ud over de nævnte lande også kendt i afrikansk, bulgarsk, estisk, indisk, catalansk, makedonsk, pakistansk, portugisisk, rumænsk, skandinavisk, tjekkisk og tysk kultur.
|                                                                                      |
| Udbredelse og varianter af navnet i nogle af landene, hvor statistik er tilgengelig. |

Tabellen nedenfor giver en detalieret oversigt over populariteten af pigenavnet Maria og varianter af dette i nogle af de lande hvor statistik er tilgængelig.
| Land                     | Blandt landets kvinder | Blandt landets kvinder | Blandt landets kvinder | Blandt pigebørn | Blandt pigebørn | Blandt pigebørn | Blandt pigebørn |
| Land                     | Antal                  | Procent                | Rangering              | Antal           | Procent         | Rangering       |                 |
| ------------------------ | ---------------------- | ---------------------- | ---------------------- | --------------- | --------------- | --------------- | --------------- |
| Spanien María            | 5.766.792 (2005)       | 29 %                   | 1.                     | 7.784 (2005)    | 3,9 %           | 2.              |                 |
| Finland Maria            | 352.151 (2007)         | 13 %                   | 1.                     | 2.603 (2005)    | 9,5 %           | 1.              |                 |
| Chile María              | 1.037.852 (2005)       | 13 %                   | 1.                     | 3.063 (2005)    | 2,5 %           | 7.              |                 |
| Grækenland María (Μαρία) | 530.000                | –                      | 1.                     | 2.005           | –               | –               |                 |
| Sverige Maria            | 448.449 (2006)         | 10 %                   | 1.                     | 126 (2006)      | 0,3 %           | 88.             |                 |
| Ungarn Mária             | 434.061 (2005)         | 9 %                    | 1.                     | 178 (2005)      | 0,4 %           | 76.             |                 |
| Slovenien Marija         | 75.418 (2006)          | 8 %                    | 1.                     | –               | –               | –               |                 |
| Belgien Maria            | 198.928 (2002)         | 4 %                    | 1.                     | –               | –               | –               |                 |
| Italien Maria            | – (2004)               | –                      | 1.                     | 1.904 (2004)    | 0,8 %           | 30.             |                 |
| Polen Maria              | 676.623 (2007)         | 4 %                    | 2.                     | –               | –               | –               |                 |
| Færøerne Maria           | 346 (2006)             | 1 %                    | 2.                     | 3 (2006)        | 0,9 %           | 20.             |                 |
| USA Maria                | 1.249.999 (1990)       | 0,8 %                  | 7.                     | 5.450 (2005)    | 0,3 %           | 47.             |                 |
| Rusland Marija (Мария)   | – (1874-1990)          | –                      | 7.                     | –               | –               | –               |                 |
| Italien Anna Maria       | – (2004)               | –                      | 8.                     | 249 (2004)      | 0,1 %           | 136.            |                 |
| Letland Marija           | – (2005)               | –                      | 9.                     | –               | –               | –               |                 |
| Island María             | 2.002 (2004)           | 1 %                    | 10.                    | 145 (2000-2004) | 7 %             | 5.              |                 |
| Estland Maria            | 5.000 (2004)           | 0,8 %                  | 13.                    | –               | –               | –               |                 |
| Danmark Maria            | 27.025 (2007)          | 1,0 %                  | 14.                    | 293 (2005)      | 1,0 %           | 27.             |                 |
| Tyskland Maria           | – (1890–2007)          | –                      | 22.                    | – (2006)        | –               | 50.             |                 |
| Norge Maria              | 14.692 (2006)          | 0,6 %                  | 29.                    | 315 (2006)      | 1 %             | 9.              |                 |
| Italien Maria Teresa     | – (2004)               | –                      | 30.                    | 158 (2004)      | 0,06 %          | 194.            |                 |
| Italien Maria Grazia     | – (2004)               | –                      | 36.                    | 224 (2004)      | 0,09 %          | 146.            |                 |
| Italien Maria Luisa      | – (2004)               | –                      | 42.                    | 78 (2004)       | 0,03 %          | 274.            |                 |
| Italien Maria Rosa       | – (2004)               | –                      | 74.                    | –               | –               | –               |                 |
| Tjekkiet Mária           | 14.377 (2006)          | 0,3 %                  | 80.                    | 6 (2006)        | 0,01 %          | 271.            |                 |
| Italien Maria Pia        | – (2004)               | –                      | 92.                    | 248 (2004)      | 0,10 %          | 137.            |                 |
| Italien Maria Rosaria    | – (2004)               | –                      | 96.                    | 147 (2004)      | 0,06 %          | 198.            |                 |
| Tjekkiet Maria           | 3.837 (2006)           | 0,08 %                 | 134.                   | 8 (2006)        | 0,02 %          | 244.            |                 |
| Frankrig Maria           | 43.886 (2004)          | 0,1 %                  | 136.                   | 233 (2004)      | 0,06 %          | 210.            |                 |
| Tjekkiet Maria           | 2.546 (2006)           | 0,05 %                 | 158.                   | –               | –               | –               |                 |
| Tjekkiet Mariya          | 296 (2006)             | 0,006 %                | 418.                   | 2 (2006)        | 0,004 %         | 516.            |                 |
| USA Mariah               | 7.548 (1990)           | 0,005 %                | 1325.                  | 3.756 (2005)    | 0,2 %           | 85.             |                 |

### Maria som andetnavn
Katolikker tager gerne et helgennavn som et ekstra fornavn i forbindelse med konfirmationen, og Maria er et ofte brugt navn i denne forbindelse. Dette kan være en medvirkende årsag til, at Maria er et så udbredt navn. Maria er almindeligt som andetnavn også udenfor katolske områder.
Tabellen nedenfor viser fordelingen af antal personer med Maria som første- og andetnavn i nogle af de lande, hvor denne type statistik er tilgængelig. Rækkerne er sorteret efter hvor stor en andel, der har Maria som førstenavn.
| Land                  | Maria som førstenavn eller tiltalenavn | Maria som et af de andre navnene | Kommentar |
| --------------------- | -------------------------------------- | -------------------------------- | --- |
| Sverige (2007)        | 18 % (81.849)                          | 82 % (366.126)                   | Tiltalenavn er ikke nødvendigvis det samme som første navn i Sverige.                                                            |
| Island (María, 2006)  | 41 % (1.906)                           | 59 % (2.775)                     | |
| Norge (2007)          | 66 % (15.170)                          | 34 % (7.700)                     | Tallene for andetnavn er omtrentlige.                                                                                            |
| Spanien (María, 2007) | 89 % (3.665.011)                       | 11 % (446.953)                   | Tallene er estimeret ud fra kun de 100 almindeligste navnekombinationer. Dette udvalg omfatter ca 70 % af dem, der hedder María. |

### USA
Maria har været blandt de 100 mest almindelige navne på amerikanske pigebørn fra 1940'erne, med en top i 1975. Det har været foreslået, at navnet blev populært på grund af sangen "Maria" i musicalen West Side Story fra 1957, men navnet var i brug før den tid. Stavemåden Mariah forekommer fra 1990'erne. Den engelske form af navnet, Mary, har helt frem til årtusindeskiftet været den almindeligste form i USA, men er i 2000'erne igen blevet overtaget af Maria. Den franske form, Marie, var populær frem til 1950'erne.
|                                                                                        |
| Historisk udvikling af navnet navnene Mary, Marie, Maria og Mariahs popularitet i USA. |

### Danmark
Maria var et meget populært navn til danske pigebørn i 1970'erne, 1980'erne og 1990'erne. Formen Marie var meget populær i den første halvdel af 1900-tallet.
|                                                                              |
| Historisk udvikling af navnet navnene Marie og Marias popularitet i Danmark. |

### Tyskland
Maria var ualmindeligt som fornavn i Tyskland før 1600-tallet. Det var et populært navn til tyske pigebørn fra 1890'erne og frem til 1950'erne og igen en periode i 1980'erne. Formen Marie har vært meget populær de sidste ti år.
|                                                                               |
| Historisk udvikling af navnet navnene Marie og Marias popularitet i Tyskland. |

### Norge
Navnet Maria er kendt i Norge fra 1000-tallet som prinsessenavn (datter af Harald Hårderåde), men blev først almindeligt fra 1500-tallet. Navnet var et populært navn på norske pigebørn i 1700- og 1800-tallet og igen fra ca. 1975. Formen Marie var populær op igennem hele 1700- og 1800-tallet og frem til 1930'erne, og igen fra 1980'erne. Den nordiske form Mari var populær i 1700-tallet og igen fra 1980'erne, og den engelske form Mary var populær i en periode i første halvdel af 1900-tallet. Maria har været den mest populære af alle disse navneformer de sidste ti år.
|                                                                                           |
| Historisk udvikling af navnet navnene Maria, Marie, Mari_ og Marys popularitet i Danmark. |

## Varianter af navnet
Navnet Maria har en lang række varianter. De almindeligste er kortformene Maja, May og Mia, kælenavnet Mariel, Mariella, Marielle, Marijke, Marika, Marion og Marita, og varianterne Mara, Mari, Mariam, Marie, Marika, Marina, Marisa, Mary, Maryam og Miriam.
Sammensatte navne baseret på Maria inkluderer:
- Elma: Elisabeth + Maria
- Gianmaria (mandsnavn): Gianni + Maria
- Idamaria: Ida + Maria
- Kukkamaria: Kukka + Maria
- Malou: Maria + Louise
- Maribel: Maria + Isabel
- Mariabella: Maria + Bella
- Marianela: Maria + Estela
- Mariangela: Maria + Angela
- Maricela: Maria + Celia
- Maricruz: Maria + Cruz
- Marisol: Maria + Sol
- Marjaana: Maria + Jaana
- Marjana: Maria + Jana
- Marlene: Maria + Lene
- Marlies: Maria + Liese
- Marlis: Maria + Liese
- Marloes: Maria + Loes

Nedenfor er en liste over former af navnet på forskellige sprog:
- arabisk: مريم / مریم (Mariam, Maryam) (Udtale: Billede:Fa-مريم.ogg)
- baskisk: Maia, Miren
- bretonsk: Mari, Melle
- bulgarsk: Мария (Marija)
- dansk: Maria, Marja, Marya, Mariah, Marie, Mari, Mary, Mariam
- engelsk: Mary, Maria, Miriam, Maree, Mariah
- estisk: Maarja
- finsk: Maria, Maaria, Mariija, Marja, Marjo, Maija, Mari, Mariam
- fransk: Marie
- færøsk: Maria, Marja, Marý
- galicisk: María
- græsk: Μαρία (María), Μαριάμ (Mariam)
- grønlandsk: Maalia, Maria, Mariia
- hebraisk: מִרְיָם / מרים (Miriam)
- hawaiiansk: Malia, Mele
- irsk: Máire
- islandsk: María
- italiensk: Maria
- japansk: メアリー
- kinesisk: 馬利亞 / 瑪利亞 / 瑪麗亞 / 玛莉 / 瑪麗
- koreansk: 메리 (Mary)
- korsikansk: Maria
- kroatisk: Marija
- lettisk: Marija
- litauisk: Marija
- manx: Moirrey
- maori: Mere
- makedonsk: Марија (Marija)
- nederlandsk: Maria, Marja
- norsk: Maria, Marie, Mari, Mary
- polsk: Maria
- portugisisk: Maria
- rumænsk: Maria
- russisk: Марья (Mar'ja), Мария (Marija)
- samoansk: Mele
- serbisk: Марија (Marija)
- skotsk: Màiri
- slovakisk: Mária
- slovensk: Marija
- spansk: María
- svensk: Maria, Marja, Marie, Mari, Mary
- tjekkisk: Marie
- tyrkisk: Meryem
- tysk: Maria, Marie, Miriam
- ukrainsk: Марія (Marija)
- ungarsk: Mária, Mara
- walisisk: Mair, Mari

## Kvinder og piger med navnet
Personerne i listen er ordnet kronologisk etter fødselsår.
- Jomfru Maria, mor til Jesus
- Maria Magdalene, en af Jesu disciple
- Maria af Betania, en ven af Jesus
- Maria al-Qibtiyya (d. 637), østromersk slavinde, som blev Muhammeds konkubine
- Maria af Alanya (1050 – efter 1103), østromersk kejserinde
- Maria Stuart (1542–1587), skotsk dronning
- Maria Tudor (1516–1558), engelsk dronning, kendt som Maria den blodige
- Maria Kazimiera (1641-1716), polsk dronning
- Maria Amalia af Østrig (1701-1756), hertuginde af Parma
- Maria Theresia af Østrig (1717–1780), tysk-romersk kejserinde
- Maria Gaetana Agnesi (1718–1799), italiensk matematiker
- Maria 1. af Portugal (1734–1816), portugisisk dronning
- Maria Anna Mozart (1751-1829), østrigsk pianist
- Maria 2. af Portugal (1819–1853), portugisisk dronning
- Maria Rosetti (1819-1893), engelsk rumænskfødt politisk aktivist og filantrop
- Maria Fjodorovna (også kejserinde Dagmar) (1847-1928), dansk prinsesse og Ruslands næstsidste kejserinde
- Maria Skłodowska (1867–1934), polsk kemiker og fysiker, bedre kendt som Marie Curie
- Maria Montessori (1870–1952), italiensk læge
- Maria Garland (1889-1967), dansk skuespillerinde
- Storfyrstinde Maria (1899-1918), datter af den sidste russiske tsar
- Maria Reiche (1903-1998), tysk arkæolog
- Maria Lang (1914-1991), svensk forfatterinde
- Marija Gimbutas (1921–1994), litauisk-amerikansk arkæolog
- Maria Callas (1923–1977), amerikansk-græsk sopran
- Maria Gripe (1923–2007), svensk forfatterinde
- Maria Giacobbe (født 1928), italiensk-dansk forfatterinde
- Marianne Kjærulff-Schmidt (1942-2001), dansk skuespiller
- Maria Schneider (født 1952), fransk skuespillerinde
- Herdis Maria Siegert (f. 1955), norsk fotograf
- Maria Helleberg (født 1956), dansk forfatterinde
- Maria João (f. 1956), portugisisk jazzsanger
- Maria Guleghina (f. 1959), ukrainsk-russisk sopran
- Maria Schrader (f. 1965), tysk skuespillerinde
- Maria Bello (f. 1967), amerikansk skuespillerinde
- Maria Montell (født. 1969), dansk sangerinde
- Maria Bamford (f. 1970), amerikansk komiker
- Maria Kannegaard (f. 1970), dansk-norsk jazzpianist
- Mariah Carey (f. 1969), amerikansk sangerinde
- Maria Mutola (f. 1972), mozambiquisk mellemdistanceløber
- Maria Bonnevie (f. 1973), svensk-norsk skuespillerinde
- Ivana Marija Vidović (f. 1974), kroatisk pianist
- Maria Taylor (f. 1976), amerikansk sangerinde
- Maria Haukaas Storeng (f. 1979), norsk sanger og skuespillerinde
- Maarja-Liis Ilus (født 1980), estisk sangerinde
- Maria Solheim (f. 1982), norsk musiker
- Maria Kanellis (f. 1982), amerikansk fribryder
- Marija Šerifović (f. 1984), serbisk sangerinde
- Ida Maria Børli Sivertsen (f. 1984), norsk pop-/rockmusiker
- Marija Vujović (f. 1984), montenegrinesisk model
- Maria Arredondo (f. 1985), norsk sangerinde
- Marija Koryttseva (f. 1985), ukrainsk tennisspiller
- Maria Mena (f. 1986), norsk musiker
- Marija Kirilenko (f. 1987), russisk tennisspiller
- Marija Sjarapova (f. 1987), russisk tennisspiller
- Maria Due, norsk sangerinde
- Maria Kuncewiczowa, polsk forfatterinde
- Maria Ludvigsson, svensk journalist og forfatterinde
- María Rodríguez, spansk hiphop-sangerinde
- Maria Taglioni, italiensk danser
- Maria Hørby, dansk geolog og tv-meteorolog
- Maria Erwolter, dansk skuespiller

## Navnedag
Maria har i Norge og Danmark, på Færøerne, i Estland og Polen navnedag den 25. marts, som i kristen tradition er festen for Mariæ bebudelsesdag, dagen da jomfru Maria fik engelens budskab og undfangede Jesus. I Sverige er navnedagen 28. februar (fra 1806) og i Finland 2. juli. Mange lande har flere navnedage for Maria, knyttet til forskellige mærkedage eller helgener med navnet Maria. Tabellen nedenfor giver en oversigt:
| Dato          | Land                                                                                       | Kommentar |
| ------------- | ------------------------------------------------------------------------------------------ | --- |
| 1. januar     | Italien                                                                                    | Højtiden for Guds hellige mor Maria |
| 19. januar    | Rusland                                                                                    | Helligtrekongersdag i den ortodokse kirke |
| 23. januar    | Polen                                                                                      | Marias trolovelse |
| 2. februar    | Danmark · Polen · Tyskland                                                                 | Kyndelmisse (Maria renselsesdag) |
| 8. februar    | Rusland                                                                                    | |
| 11. februar   | Italien · Polen · Tyskland                                                                 | Katolsk mindedag for vor frue af Lourdes |
| 19. februar   | Rusland                                                                                    | |
| 28. februar   | Sverige                                                                                    | Til minde om Gustav 4. Adolf af Sveriges datter |
| 25. marts     | Danmark · Estland · Færøerne · Norge · Polen                                               | Mariæ bebudelsesdag (mariamesse, vårfrumesse, vårmesse) |
| 28. marts     | Tyskland                                                                                   | Johanna Maria |
| 31. marts     | Rusland                                                                                    | |
| 2. april      | Italien                                                                                    | Mindedag for Maria af Ægypten, skytshelgen for bodfærdige kvinder, angrende synderinder og mod feber                                                                      |
| 9. april      | Italien                                                                                    | Mindedag for den hellige Maria Cleofe |
| 14. april     | Polen · Rusland                                                                            | |
| 16. april     | Italien                                                                                    | Mindedag for Den hellige Maria Bernarda Soubirous |
| 26. april     | Polen                                                                                      | Mindedag for vor frue af gode råd (Mater boni consilii) |
| 28. april     | Polen                                                                                      | |
| 3. maj        | Polen                                                                                      | Mindedag for den Sorte Madonna af Częstochowa |
| 24. maj       | Polen                                                                                      | Mindedag for Maria, de kristnes hjælp |
| 25. maj       | Italien                                                                                    | Mindedag for den hellige Maria Magdalena de'Pazzi |
| 26. maj       | Italien                                                                                    | Mindedag for den hellige Mariana de Paredes y Flores af Quito |
| 2. juni       | Polen                                                                                      | Mindedag for den hellige Maria Kostantinova Scerstiukova |
| 20. juni      | Rusland                                                                                    | |
| 22. juni      | Rusland                                                                                    | |
| 23. juni      | Italien                                                                                    | Mindedag for den hellige Maria af Oignies, beskytter af gravide kvinder                                                                                                   |
| 29. juni      | Italien                                                                                    | |
| 2. juli       | Danmark · Finland · Polen · Tyskland · Østrig                                              | Maria Besøgelsesdag ("Mariæ stol", fruedag) |
| 6. juli       | Østrig · Italien · Storbritannien · USA · Østrig                                           | Mindedag for den hellige Maria Goretti, skytshelgen for ofrene for kriminalitet, tiårige piger, moderne ungdom og Marias børn, og for den salige Maria Teresa Ledóchowska |
| 7. juli       | Italien                                                                                    | Mindedag for den salige Maria Romero Meneses |
| 16. juli      | Italien                                                                                    | Mindedag for jomfru Maria af Karmelberget |
| 22. juli      | Danmark · Italien · Letland · Litauen · Tyskland                                           | Maria Magdalenes dag. Skytshelgen for gartnere, frisører og parfumører.                                                                                                   |
| 27. juli      | Italien                                                                                    | Mindedag for den salige Maria Grazia Tarallo, den salige Maria Klementia Staszewska og den salige Maria Magdalena Martinengo                                              |
| 29. juli      | Polen                                                                                      | |
| 2. august     | Polen                                                                                      | Mindedag for den hellige Maria af englene |
| 4. august     | Polen · Rusland                                                                            | |
| 5. august     | Polen · Tyskland                                                                           | Indvielsesfesten for basilikaen Santa Maria Maggiore i Rom |
| 15. august    | Bulgarien · Danmark · Færøerne · Grækenland · Polen · Spanien · Tyskland · Ungarn · Østrig | Jomfru Marias optagelse i himmelen (Marias himmelfart, Mariamesse) |
| 22. august    | Polen · Tyskland · Østrig                                                                  | Mindedag for jomfru Marias dronningværdighed ("Mariæ hjerte") |
| 24. august    | Italien                                                                                    | Mindedag for den hellige Maria Michela og den salige Maria del Tránsito Cabanillas                                                                                        |
| 26. august    | Polen                                                                                      | Mindedag for vor frue af Czestochowa |
| 8. september  | Danmark · Færøerne · Polen · Tyskland · Ungarn · Østrig                                    | Mindedag for jomfru Marias fødsel |
| 12. september | Italien · Litauen · Polen · Slovakiet · Spanien · Tyskland · Ungarn · Østrig               | Mindedag for jomfru Marias hellige navn, skytshelgen for frisører i Rom.                                                                                                  |
| 15. september | Færøerne · Polen                                                                           | Mindedag for Marias smerter |
| 19. september | Italien                                                                                    | Mindedag for den hellige Maria de Cervellón og vor Frue af La Salette |
| 24. september | Polen                                                                                      | Mindedag for Vor Frue af Walsingham |
| 3. oktober    | Italien                                                                                    | |
| 6. oktober    | Italien                                                                                    | Mindedag for den hellige Maria Francesca Basinsin, den hellige Maria Fransiska Gallo og den salige Maria Rosa Durocher                                                    |
| 7. oktober    | Italien · Polen · Tyskland                                                                 | Mindedag for vor frue af rosenkransen |
| 11. oktober   | Polen                                                                                      | Mindedag for den hellige Maria Soledad Torres Acosta |
| 16. oktober   | Spanien                                                                                    | |
| 22. oktober   | Italien                                                                                    | Mindedag for den hellige Maria Salome |
| 1. november   | Italien                                                                                    | Mindedag for den hellige Maria, romersk slavinde |
| 16. november  | Polen                                                                                      | |
| 21. november  | Danmark · Grækenland · Polen · Østrig                                                      | Mindedag for jomfru Marias fremstilling i tempelet (Mariæ offer) |
| 24. november  | Italien                                                                                    | |
| 2. december   | Italien                                                                                    | Mindedag for den salige Maria Angela Astorch |
| 3. december   | Spanien                                                                                    | |
| 8. december   | Danmark · Polen · Tyskland · Ungarn · Østrig                                               | Mindedag for jomfru Marias uplettede undfangelse ("Mariæ undfangelsesdag")                                                                                                |
| 10. december  | Polen                                                                                      | Mindedag for vor frue af Loreto |

## Maria som drengenavn
Katolikker i Tyskland, Belgien, Frankrig, Italien, Spanien, Portugal og Polen tager gerne et helgennavn som et ekstra fornavn, når de konfirmeres. Det er ikke ualmindeligt, at mænd i disse områder vælger at bruge Maria i denne forbindelse. Over 300 000 spanske mænd har María som et af deres fornavne.
Tabellen nedenfor giver en detalieret oversigt over populariteten af drengenavnet Maria og varianter af dette i nogle af de lande hvor statistik er tilgængelig.
| Land                    | Blandt landets mænd | Blandt landets mænd | Blandt landets mænd | Blandt drengebørn | Blandt drengebørn | Blandt drengebørn | Blandt drengebørn |
| Land                    | Antal               | Procent             | Rangering           | Antal             | Procent           | Rangering         |                   |
| ----------------------- | ------------------- | ------------------- | ------------------- | ----------------- | ----------------- | ----------------- | ----------------- |
| Spanien María           | 305.004 (2005)      | 2 %                 | 14.                 | –                 | –                 | –                 |                   |
| USA Maria               | 7.548 (1990)        | 0,005 %             | 940.                | –                 | –                 | –                 |                   |
| Tjekkiet Maria          | 11 (2006)           | 0,0.002 %           | 1890.               | –                 | –                 | –                 |                   |
| Spanien José María      | –                   | –                   | –                   | 612 (2005)        | 0,3 %             | 74.               |                   |
| Italien Francesco Maria | –                   | –                   | –                   | 163 (2000)        | 0,07 %            | 140.              |                   |
| Italien Giovanni Maria  | –                   | –                   | –                   | 77 (2000)         | 0,03 %            | 218.              |                   |
| Italien Lorenzo Maria   | –                   | –                   | –                   | 67 (2000)         | 0,03 %            | 239.              |                   |
| Italien Filippo Maria   | –                   | –                   | –                   | 61 (2000)         | 0,02 %            | 254.              |                   |
| Italien Edoardo Maria   | –                   | –                   | –                   | 48 (2000)         | 0,02 %            | 298.              |                   |

### Mænd med navnet
Personerne i listen er ordnet kronologisk efter fødselsår.
- Johann Maria Farina (1685–1766), italiensk-tysk parfumeopfinder
- Angelo Maria Bandini (1726–1803), italiensk forfatter
- Carl Maria von Weber (1786–1826), tysk komponist
- José María Cornejo (1788–1864), salvadoriansk politiker
- Rainer Maria Rilke (1875–1926), tysk digter
- Erich Maria Remarque (1898–1970), tysk forfatter
- Klaus Maria Brandauer (f. 1943), østrigsk skuespiller
- José María Aznar (f. 1953), spansk politiker
- Christoph Maria Herbst (f. 1966), tysk skuespiller
- Jan Maria Rokita, polsk politiker

## Anden brug af navnet
Maria bruges i navne på en række kirker, geografiske områder, mærkedage, mm., ofte som en reference til en af de bibelske Mariaer.
- Marias lovsang (Luk 1,46-56), tekst i Bibelen
- Hil dig, Maria (latin Ave Maria), en katolsk bøn
- Santa Maria Maggiore, en af de største kirker i Rom
- Santa Maria dell'Anima, den tyske katolske nationalkirke i Rom
- Santa Maria del Fiore, katedralen i Firenze
- Santa Maria Novella, en kirke i Firenze
- Santa Maria delle Grazie, en kirke i Milano
- Santa Maria della Vittoria, en kirke i Rom
- Maria Hilf-kirken, en kirke i Wien
- Santa María, et af tre skibe, som Christoffer Columbus førte til Amerika
- Mariæ bebudelsesdag, en omskiftelig mærkedag i kirkeåret, ca. 25. marts
- Mariæ besøgelsesdag, en tidligere mærkedag, som blev fejret 2. juli
- 170 Maria, en asteroide opdaget i 1877
- Maria-Gamla stan, et tidligere bydelsområde i Stockholm
- Rio Maria, Vila Maria, Maria da Fé, Belém de Maria, Coração de Maria og Santa Maria Madalena, kommuner i Brasilien
- Santa Maria, kommune på Filippinerne
- Santa Maria da Feira, en bykommune i Portugal
- Tingo María, en by i Peru
- Maria Curie-Skłodowska-universitetet, et polsk universitet
- Tia Maria, en likør fra Jamaica
- Viva Maria!, en fransk filmkomedie fra 1965
- maría, i spansktalende land et af flere slangudtryk for marihuana
- Maria Nila, en serie hårprodukter
- Raymond & Maria, en svensk popgruppe stiftet i 2002
- Maria Full of Grace, en colombiansk/amerikansk film fra 2004

### Lydfiler
- Lydfil med norsk udtale af navnet Maria Arkiveret 14. maj 2006 hos  Wayback Machine ([mɑˈriːɑ]) fra CARLA
- Lydfil med finsk udtale af navnet Maria fra Kai Nikulainen
- Lydfil med tysk udtale af navnet Maria Arkiveret 30. juli 2013 hos  Wayback Machine fra Nordic Names